# 강화초등학교
강화초등학교는 대한민국 인천광역시 강화군에 있는 공립 초등학교이다.

## 연혁
- 1898.04.01 강화군 공립소학교(을종) 개교
- 1921.03.10 6년제로 개편
- 1938.04.01 강화성내공립심상소학교로 개칭
- 1941.04.01 강화성내공립국민학교로 개칭
- 1945.08.18 강화공립국민학교로 교명 변경
- 1957.04.01 강화국민학교로 개칭
- 1964.03.01 대월국민학교 분리 독립
- 1970.03.01 갑용국민학교 분리 독립
- 1971.12.30 북관 건물 신축
- 1981.12.16 대화재로 본관 19개 교실 전소
- 1982.10.30 서쪽 현대식 담장 설치
- 1982.11.09 본관 3층 26개 교실 재축
- 1987.03.05 병설유치원 개원(2학급)
- 1991.02.08 본관 4층 8개 교실 개축
- 1991.12.28 과학실 설치(재보수)
- 1993.08.17 운동장 담장 배수로 공사
- 1995.05.10 다목적교실(성실관) 준공
- 1996.03.01 강화초등학교로 교명 변경
- 1996.09.16 학교 급식 실시
- 1997.11.22 유치원 놀이동산 설치
- 1998.03 영어교육실 및 음악실 설치
- 1998.05. 교훈 동산 및 교훈석 설치, 개교 100주년 기념시비 제막
- 1999.04.17 구강보건실 개소
- 1999.07.13 도서실 전산화 구축
- 2001.02.26 제15회 실내양궁대회 단체전 우승
- 2001.02.28 학부교육 우수학교(인천시교육감 표창)
- 2001.05.01 조립식 창고 1동 신축
- 2001.07 별관 교실 창틀 교체
- 2002.03.01 인천시교육청지정 유치원 멀티미디어 시범학교 지정
- 2002.05.04 학부모 휴게실 설치
- 2002.05.10 책걸상 교체(285조)
- 2003.09.26 운동장 옹벽 및 담장 신축
- 2003.12.31 교문 중개축
- 2004.01.20 본관 특별교실 4개 증축(도서관, 어학실, 음악실)
- 2005.03.01 ICT활용중심학교(시교육청), 창의성 및 전일제 중심학교(강화교육청)
- 2006.05.15 본관 동쪽바닥 시멘트 포장 공사
- 2006.07.03 인천시교육청 교육재정효율화 으뜸학교 표창
- 2006.12.15 강화교육청 학교평가 우수교 표창
- 2007.04.05 학칙개정(여학생 생리결석 출석인정건 제정)
- 2007.07 컴퓨터실 노후 컴퓨터 교체(36대)
- 2008.08 급식실 확장 및 현대화 사업
- 2008.12.09 즐거운 배움터 개관(CJ인터넷 지원)
- 2008.12.26 과학우수학교 및 평생교육 우수학교 표창
- 2009.02.18 제100회 졸업기념 교지(강화궁터) 발간
- 2010.01 화장실 타일공사
- 2010.07 본관 창호 전면 교체
- 2010.07 운동장 스탠드 및 음료대 설치
- 2010.07 도서실 리모델링 및 복층 공사
- 2010.08 영재교실 구축
- 2010.08 운동장 스탠드 그늘막 공사
- 2010.12 시교육청 선정 우수학교 표창(평생교육활동, 녹색성장교육, 인성 효교육)
- 2011.08 본관 복도 및 계단 바닥 교체 공사
- 2011.01 전국도서관 운영평가 국무총리상 수상
- 2011.12.07. 녹색어머니회 운영 우수교 선정(교과부장관상 수상)
- 2012.01 학교 외벽 도색 공사
- 2012.09 운동장 잔디구장 및 우레탄 트랙 설치
- 2012.12.28 학업성취도 우수학교 표창
- 2013.05 연결통로 및 옥상방수 공사
- 2013.08.20 복도 및 계단 안전봉 공사
- 2013.12.30 독서교육대상 우수상 수상
- 2014.09.01 제21대 박옥자 교장 취임
- 2015.02.13 제106회 졸업(연 20,605명)
- 2015.03.01 20학급 편성(특수학급 1 포함)